# Jana Pallaske
Jana Pallaske (ur. 20 maja 1979 w Berlinie) – niemiecka aktorka i piosenkarka w rockowym zespole Spitting Off Tall Buildings.

## Filmografia
- 2012: Geography of the Hapless Heart jako Anna (segment "Berlin")
- 2010: Snowblind jako Barbara Midnite
- 2009: Kopf oder Zahl jako Irina
- 2009: Cień bólu Phantomschmerz jako Nika
- 2009: Zwölf Meter ohne Kopf jako Okka
- 2009: Tajemnica Syriusza: Polowanie Screamers: The Hunting jako Schwartz
- 2009: Bękarty wojny Inglourious Basterds jako Babette
- 2009: Männerherzen jako Nina
- 2008: Märzmelodie jako Katja
- 2008: Speed Racer jako Delila
- 2008: Spotkanie w Palermo Palermo Shooting jako Studentka
- 2008: Berlin am Meer jako Margarete
- 2008: Warten auf Angelina jako Mandy
- 2007: Vollidiot jako Petra
- 2006: Komm Näher jako Hanna
- 2005: Stürmisch verliebt jako Patrizia "Pat" Kolditz
- 2005: Polly Blue Eyes jako Jale
- 2004: Miłość w myślach Was nützt die Liebe in Gedanken jako Elli
- 2004: Eurotrip jako Anna, sprzedawczyni w sklepie fotograficznym
- 2003: Kobra – oddział specjalny jako Hanna Güdemann
- 2002: Extremiści Extreme Ops jako Kittie
- 2002: Baader jako Karin
- 2001: Engel & Joe jako Joe
- 2001: Jeans jako Nina
- 2000: alaska.de jako Sabine